# 2013년 동아시아 경기 대회
2013년 동아시아 경기 대회는 2013년 10월 6일부터 10월 15일까지 중화인민공화국의 톈진에서 개최되었다.

## 정보

### 유치
2007년, 중국과 몽골은 제 6회 동아시아 경기대회 유치 도시를 입찰하였다.

### 종목
24개 종목 수영(다이빙), 육상, 배드민턴, 야구, 농구, 볼링, 사이클, 댄스스포츠, 드래곤보트, 펜싱, 축구, 체조, 하키, 유도, 가라데, 사격, 연식정구, 스쿼시, 탁구, 태권도, 테니스, 배구, 역도, 우슈에 세부종목 254개가 진행되었다.

## 메달 집계
| 순위 | 국가                   | 금메달 | 은메달 | 동메달 | 합계 |
| ---- | ---------------------- | ------ | ------ | ------ | ---- |
| 1    | 중국                   | 134    | 79     | 51     | 264  |
| 2    | 일본                   | 47     | 57     | 75     | 179  |
| 3    | 대한민국               | 36     | 51     | 74     | 161  |
| 4    | 중화 타이베이          | 17     | 28     | 46     | 91   |
| 5    | 홍콩                   | 10     | 16     | 30     | 56   |
| 6    | 조선민주주의인민공화국 | 8      | 12     | 22     | 42   |
| 7    | 마카오                 | 3      | 5      | 19     | 27   |
| 8    | 몽골                   | 0      | 4      | 18     | 22   |
| 9    | 괌                     | 0      | 1      | 0      | 1    |
| 총계 | 총계                   | 255    | 253    | 335    | 843  |